# One Love Manchester
One Love Manchester va ser un concert benèfic organitzat per la cantant estatunidenca Ariana Grande amb la finalitat de recaptar fons per als familiars de les víctimes de l'Atemptat de Manchester de 2017, el qual va deixar 22 morts, la majoria joves, i 116 ferits en un atac terrorista reivindicat per l'Estat Islàmic. Un altre percentatge de la recaptació va ser per als serveis d'emergència de Manchester i Londres.

## Antecedents
Minuts després d'encendre's les llums en finalitzar l'espectacle com a part del Dangerous Woman Tour amb Ariana Grande la nit del 22 de maig de 2017 a Manchester, Regne Unit es va produir una explosió en la part exterior de l'estadi on la cantant actuava, el Manchester Arena, just per l'entrada de venda de bitllets rondant les 10.33 p. m.. L'incident va deslligar diferents teories com que va haver-hi més de dues explosions, o que simplement un globus dels quals ella deixa caure en interpretar la cançó «Sometimes» va explotar prop d'un micròfon, etc. En sentir el fort baluern, els assistents van sortir del recinte. La gent va començar a saltar de les tanques i a córrer per sobre dels seients. Poc després, oficials de policia i ambulàncies van arribar al lloc per a ajudar els ferits. L'àrea va ser acordonada al més aviat possible. A les 11.22 p. m., la policia va donar el primer informe preliminar sobre la situació dient el següent: «Els serveis d'emergència estan responent als reportis de l'explosió al Manchester Arena. Hi ha un nombre confirmat de morts i altres ferits. Si us plau eviti l'àrea perquè s'està treballant incansablement en l'escena.» Més tard van donar un altre informe preliminar però més detallat: «S'informa que 19 persones s'han confirmat mortes i altres 50 persones ferides. Actualment s'està tractant com un atemptat terrorista fins que la policia confirmi una altra cosa». La policia més tard va assegurar altres bombes més, que es trobaven en diferents punts de Manchester per a ser detonades. L'endemà, els serveis d'emergència van dir el següent: «Família i molta gent jove van anar a gaudir un concert al Manchester Arena i van perdre les seves vides. Els nostres pensaments estan amb les 22 víctimes que ara sabem han mort i amb les 59 persones ferides. L'atacant va morir en la Arena. Creiem que portava carregant amb si un artefacte de bomba improvisada».
Al migdia del 23 de maig de 2017, el grup terrorista Estat Islàmic es va atribuir la realització de l'atemptat mitjançant vídeo. En el mateix vídeo, un membre d'aquesta cèl·lula terrorista alçava un paper on es veia escrit «Manchester, 22.05.2017» mentre l'individu deia «els aliats dels Estats Units sofriran» amenaçant d'aquesta manera, que l'exèrcit estatunidenc deixi de bombardejar les zones controlades per l'Estat Islàmic o ells bombardejarien diferents zones a Europa i Amèrica.
La nit del 24 de maig de 2017, es va fer públic un comunicat per part de l'equip de la cantant on deia que els pròxims 7 esdeveniments a Europa serien cancel·lats des del 25 de maig a Londres i que la gira es reprendria el pròxim 7 de juny a París.

## Anunci de l'esdeveniment
L'esdeveniment va tenir lloc el diumenge 4 de juny de 2017, data en la qual dos mesos enrere, l'amfitriona va trepitjar la ciutat per primera vegada i es va presentar en el lloc de l'atemptat en el seu gira Dangerous Woman Tour, al Manchester Arena. Es va anunciar el divendres 26 de maig de 2017 que la cantant tornaria a Manchester quan ella mateixa va publicar en les seves diferents xarxes socials una extensa carta on deia: «Tornaré a la increïble i valenta ciutat de Manchester per a connectar i passar una estona amb els meus fans a més de realitzar un concert benèfic per a honrar i recaptar diners per a les víctimes i els seus familiars. També m'agradaria agrair a tots els meus amics i companys de la indústria per arribar a ser una part del nostre moviment en suport per a la ciutat de Manchester.» L'esdeveniment va ser anunciat de manera oficial el 30 de maig de 2017.
L'1 de juny de 2017 les entrades per a One Love Manchester (el títol fa referència a la seva cançó que es va tornar un himne per als fane, One Last Time) es van posar a la venda en la plataforma internacional de venda de bitllets Ticketmaster. Aquestes entrades es van esgotar en menys de 20 minutos.4 Aquest mateix dia es va anunciar que la cadena de televisió anglesa BBC retransmetria l'esdeveniment en directe. Més tard es va anunciar el mateix amb altres canals de televisió com Bell Media, ABC i MTV. També es va poder veure en directe en plataformes digitals com Twitter, YouTube o Apple Music. De les 50 000 entrades disponibles, 35 000 van ser venudes en 40 lliures aproximadament i 14 200 van ser gratuïtes per a les persones que van assistir al primer concert, objectiu de l'atemptat suïcida. No obstant això, persones que no havien assistit al primer concert van mentir sobre aquest tema per a no haver de pagar per l'entrada. En la plataforma de compra eBay es van detectar intents de revenda d'entrades on venien les entrades a més de 1000 euros. En sortir a la llum aquestes dades, la plataforma va prometre lluitar contra «els que volen aprofitar-se de la tragèdia».
El concert va començar a les 19.00. En ell, a més de les actuacions musicals de Ariana Grande, també van participar cantants com Justin Bieber, Katy Perry, Miley Cyrus i Coldplay. Molts artistes locals de la mateixa ciutat com Take That o Robbie Williams també es van presentar. Artistes com Paul McCartney o Camila Cabello, entre molts altres, van donar el seu suport a Manchester mitjançant vídeo al no poder presentar-se allí en persona.

## Recaptacions
En el que van generar les visites en Internet, en la televisió i en la venda de bitllets, es va recaptar en total 10.3 milions de lliures esterlines. Els diners va ser repartits entre els serveis d'emergència de Manchester, els serveis d'emergència de Londres i un altre punt va ser per als familiars de les víctimes per a pagar els seus funerals i altres despeses.
Al principi, es tenia pensat recaptar un total de 2 milions de lliures.
| Recaptació           |                                            |                                 |                                    |
| Venda de tiquets     | British Red Cross                          | Recaptació en Facebook          | total recaptat                     |
| 2 milions de lliures | 10 milions de lliures (13 milions d'euros) | 358.500 lliures (454.300 euros) | £10.3 milions (13 milions d'euros) |

## Actuacions
| Artista(es)                   | Cançó(ns) |
| ----------------------------- | --- |
| Marcus Mumford                | - «Timshel» |
| Take That                     | - «Shine» - «Giants» - «Rule the World» |
| Robbie Williams               | - «Strong» - «Angels» |
| Pharrell Williams             | - «Get Lucky» (Junto a Marcus Mumford) - «Happy» (Junto a Miley Cyrus) |
| Miley Cyrus                   | - «Inspired» |
| Niall Horan                   | - «Slow Hands» - «This Town» |
| Ariana Grande                 | - «Be Alright» - «Break Free» - «My Everything» (con Parrs Wood High School Choir) - «The Way» (with Mac Miller) - «Dang!» (Junto a Mac Miller) - «Don't Dream It's Over» (Junto a Miley Cyrus) - «Side to Side» - «Love Me Harder» - «One Last Time» (con todos los artistas) - «Somewhere Over the Rainbow» |
| Stevie Wonder                 | - «Love's in Need of Love Today» (video) |
| Little Mix                    | - «Wings» |
| Victoria Monét                | - «Better Days» (Junto a Ariana Grande) |
| The Black Eyed Peas           | - «Where Is the Love?» (Junto a Ariana Grande) |
| Imogen Heap                   | - «Hide and Seek» |
| Katy Perry                    | - «Part of Me» (acústica) - «Roar» |
| Justin Bieber                 | - «Love Yourself» (acústica) - «Cold Water» (acústica) |
| Chris Martin y Jonny Buckland | - «Don't Look Back in Anger» (amb Ariana Grande) |
| Coldplay                      | - «Sit Down»/«Fix You» - «Viva la Vida» - «Something Just Like This» |
| Liam Gallagher                | - «Rock 'n' Roll Star» - «Wall of Glass» - «Live Forever» (con Chris Martin y Jonny Buckland) |